# Aleksandr Manżos
Aleksandr Aleksiejewicz Manżos (Александр Алексеевич Манжос) – działacz państwowy Imperium Rosyjskiego, wicegubernator guberni estońskiej i kurlandzkiej.
Aleksandr Aleksiejewicz Manżos sprawował urząd wicegubernatora estońskiego od 11 kwietnia 1875 do 8 marca 1885 roku. Przysługiwać miała mu w tym czasie dworska ranga kamerhera (IV dworska w tabeli rang), a następnie cywilna radcy stanu (V cywilna). Stanowisko wicegubernatora kurlandzkiego pełnił już w randze rzeczywistego radcy stanu (IV cywilna) od 28 marca 1885 do 20 kwietnia 1890 roku. Na stanowisku wicegubernatora zastąpił Friedricha von Heykinga, po nim zaś sprawował je Iosif Jakowlewicz Dunin-Borkowski.